# Pteropus ualanus
La volpe volante di Kosrae (Pteropus ualanus Peters, 1883) è un pipistrello appartenente alla famiglia degli Pteropodidi, endemico dell'Isola di Kosrae nell'arcipelago della Micronesia.

## Descrizione

### Dimensioni
Pipistrello di medie dimensioni, con lunghezza dell'avambraccio tra 130,5 e 133,5 mm, la lunghezza della testa e del corpo tra 187 e 199 mm e un'apertura alare fino a 95,7 cm.

### Aspetto
Il colore del dorso è nerastro, leggermente cosparso di peli argentati, mentre le parti ventrali sono bruno-nerastre, anch'esse cosparse di peli. Le spalle (mantello), i lati del collo e la nuca sono giallo-brunastre. Il colore della testa passa gradualmente dal marrone scuro al nerastro delle parti inferiori. Le orecchie sono di forma arrotondata e di dimensioni moderate. La tibia è priva di peli. È privo di coda, mentre l'uropatagio è ridotto da una sottile membrana lungo la parte interna degli arti inferiori.

## Distribuzione e habitat
L'areale di questa specie è ristretto all'Isola di Kosrae nell'Arcipelago della Micronesia.
Sono stati individuati due luoghi stabili di dimora sull'isola: uno presso l'imbocco dell'Utwe-Walung Channel nella parte Sud, mentre l'altro su di un isolotto ricoperto di mangrovie presso Lelu, in un'area molto più sviluppata.
Vive in foreste e mangrovie, dove forma piccole colonie.

## Tassonomia
In accordo alla suddivisione del genere Pteropus effettuata da Andersen, P. ualanus è stato inserito nello P. mariannus species Group, insieme a P. mariannus stesso, P. loochoensis, P. pelewensis, P. tonganus e P. yapensis. Tale appartenenza si basa sulle caratteristiche di avere un ripiano basale nei premolari, cranio tipicamente pteropino e le spalle di un colore più brillante rispetto al resto del corpo.

## Conservazione
La IUCN Red List, considerato che un evento catastrofico come un tifone potrebbe decimarne la popolazione, anche se tuttora il numero di esemplari si consideri stabile, classifica P. ualanus come specie vulnerabile (VU).
La CITES ha inserito questa specie nell'appendice I.